# Johana Habsburská
Johana Habsburská (24. ledna 1547 Praha – 11. dubna 1578 Florencie) byla rodem rakouská arcivévodkyně a sňatkem s toskánským velkovévodou Františkem I. Medicejským toskánská velkovévodkyně.

## Biografie

### Původ a mládí
Johana byla posledním potomkem (jedenáctá dcera z celkem patnácti dětí) císaře Ferdinanda I. a jeho manželky Anny Jagellonské. Svou matku nepoznala, neboť ta zemřela tři dny po jejím narození, nepoznala ani svou nejstarší sestru, polskou královnu Alžbětu, neboť ta zemřela ještě o dva roky dříve. Společně se svými staršími sestrami byla vychovávána v Innsbrucku na základě jezuitských principů. Zde získala důkladné vzdělání – studovala filosofii, hudbu a umění, stejně jako řadu jazyků (francouzštinu, španělštinu, italštinu, maďarštinu a latinu). Na rozdíl od některých svých sester však nevstoupila do kláštera.

### Manželství, toskánská velkovévodkyně
Císař Ferdinand I. zemřel roku 1564. 18. prosince 1565 byla Johana pravděpodobně díky aktivitě jeho nástupce, jejího staršího bratra Maxmiliána, provdána.. Již Johaniny starší sestry Kateřina, Eleonora a Barbara se provdaly za italské šlechtice a i pro Johanu vybral Maxmilián příslušníka rodu Medicejských Františka, syna florentského vévody Cosima I. Maxmilián tak chtěl získat přístup k medicejským penězům.
Johana se ve Florencii necítila šťastná. Florenťané ji neměli rádi pro její rakouský původ, třebaže právě spojení s rodem římského císaře bylo pro Medicejské velmi prestižní záležitostí. Johanin tchán Cosimo I. de Medici jí naopak byl velmi nakloněn a měl ji v oblibě, nechal pro ni vyzdobit patio v medicejském sídle Palazzo Vecchio. Její manželství nelze ani zdaleka označit za vztah naplněný láskou a náklonností. Johana byla zbožná, nostalgická, vážná až smutná a bolestínská, chladná a pyšná; její manžel ji nejenže ignoroval, ale ponižoval ji svým mimomanželským poměrem, kterým se vůbec netajil. Přesto Johana Františkovi porodila osm dětí – šest dcer a dva syny; narození posledního z nich zaplatila ve svých jednatřiceti letech životem.
Její pozice na dvoře byla ovšem těžká po větší část trvání jejího manželství, neboť v letech 1566 až 1575 porodila "pouze" šest dcer, z nichž jen tři překonaly první roky života. Absence mužského potomka a dědice trůnu byly zdrojem permanentního napětí a konfliktů mezi manželi, jenž dával přednost své životní lásce, milence Biance Cappello. Ta Františkovi, který se stal toskánským velkovévodou po smrti svého otce roku 1574, dokonce porodila syna Antonia (1576), a to v době, kdy od Johany měl pouze dcery (Antonio ovšem nebyl Františkův skutečný syn, těhotenství a porod Bianca předstírala a dítě bylo podvržené). Následník, pokřtěný na počest matčina bratrance španělského krále Filipa II. jménem Filip, se narodil o rok později (1577). Narození vytouženého a dlouho očekávaného dědice bylo přijímáno u dvora s velkou radostí, zhatilo však veškeré naděje Biancy Cappello na to, že by její syn, jehož František adoptoval, mohl usednout na toskánský trůn.
Johana zemřela o rok později při předčasném porodu svého druhého syna. Malý Filip zemřel v pěti letech (1582) a velkovévoda František tak zůstal bez následníka, neboť ač se nedlouho po Johanině smrti znovu oženil, z manželského lože již syna nezplodil. Po jeho smrti v roce 1587 tak na toskánský trůn nastoupil jeho mladší bratr Ferdinand.

### Smrt
Johana zemřela 10. dubna 1578 při předčasném porodu svého osmého dítěte. V pokročilém stupni těhotenství spadla ze schodů velkovévodského paláce ve Florencii a několik hodin poté předčasně porodila svého druhého syna, který vzhledem k tomu, že byl silně nedonošený, vzápětí zemřel. Johana sama skonala následujícího dne. František se několik měsíců po Johanině smrti tajně oženil s Biancou Cappello, veřejně pak byl jejich sňatek slaven 10. června následujícího roku 1579 a Bianca se stala toskánskou velkovévodkyní.
Okolnosti Johaniny smrti vyvolaly mnoho dohadů a šeptalo se dokonce, že na ní měl mít svůj díl její manžel se svou milenkou, kteří ji údajně hodlali otrávit a měli stát za její nehodou. Moderní analýzy Johaniných ostatků otravu vyloučily a potvrdily, že její úmrtí bylo v bezprostřední souvislosti s porodem – Johana utrpěla rupturu dělohy. Kromě toho trpěla těžkou formou skoliózy a její páteř a pánev byly silně deformované. Je zjevné, že i její předchozí porody musely být velmi těžké a je s podivem, že je vůbec přežila.
K poslednímu odpočinku byla uložena do medicejské rodinné hrobky v bazilice San Lorenzo ve Florencii.

## Potomci
- 1. Eleonora (28. 2. 1567 Florencie – 9. 9. 1611 Cavriana)
  - ⚭ 1584 Vincenzo I. Gonzaga (21. 9. 1562 Mantova – 9. 2. 1612 tamtéž), vévoda z Mantovy a Montferratu od roku 1587 až do své smrti
- 2. Romola (20. 11. 1568 – 2. 12. 1568)
- 3. Anna (31. 12. 1569 – 19. 2. 1584)
- 4. Isabella (30. 9. 1571 – 8. 8. 1572)
- 5. Lucrezia (7. 11. 1572 – 14. 8. 1574)
- 6. Marie (26. 4. 1575 Florencie – 3. 7. 1642 Kolín nad Rýnem)
  - ⚭ 1600 Jindřich IV. Francouzský (13. 12. 1553 Pau – 14. 5. 1610 Paříž), král Navarry a Francie, od roku 1589 vládl oběma zemím v personální unii
- 7. Filip (20. 5. 1577 – 29. 3. 1582), trpěl na hydrocefalus
- 8. syn (*/† 10. 4. 1578)

## Vývod z předků
|                   |                           |  |                       |                                        |  |  |  |  |  |  |  | Fridrich III. Habsburský |
|                   |                           |  |                       |                                        |  |  |  |  |  |  |  |                          |
|                   | Maxmilián I. Habsburský   |  |                       |                                        |  |  |  |  |  |  |  |                          |
|                   |                           |  |                       |                                        |  |  |  |  |  |  |  |                          |
|                   |                           |  |                       | Eleonora Portugalská                   |  |  |  |  |  |  |  |                          |
|                   |                           |  |                       |                                        |  |  |  |  |  |  |  |                          |
|                   | Filip I. Kastilský        |  |                       |                                        |  |  |  |  |  |  |  |                          |
|                   |                           |  |                       |                                        |  |  |  |  |  |  |  |                          |
|                   |                           |  |                       | Karel Smělý                            |  |  |  |  |  |  |  |                          |
|                   |                           |  |                       |                                        |  |  |  |  |  |  |  |                          |
|                   | Marie Burgundská          |  |                       |                                        |  |  |  |  |  |  |  |                          |
|                   |                           |  |                       |                                        |  |  |  |  |  |  |  |                          |
|                   |                           |  |                       | Isabela Bourbonská                     |  |  |  |  |  |  |  |                          |
|                   |                           |  |                       |                                        |  |  |  |  |  |  |  |                          |
|                   | Ferdinand I. Habsburský   |  |                       |                                        |  |  |  |  |  |  |  |                          |
|                   |                           |  |                       |                                        |  |  |  |  |  |  |  |                          |
|                   |                           |  |                       | Jan II. Aragonský                      |  |  |  |  |  |  |  |                          |
|                   |                           |  |                       |                                        |  |  |  |  |  |  |  |                          |
|                   | Ferdinand II. Aragonský   |  |                       |                                        |  |  |  |  |  |  |  |                          |
|                   |                           |  |                       |                                        |  |  |  |  |  |  |  |                          |
|                   |                           |  |                       | Juana Enríquez                         |  |  |  |  |  |  |  |                          |
|                   |                           |  |                       |                                        |  |  |  |  |  |  |  |                          |
|                   | Jana I. Kastilská         |  |                       |                                        |  |  |  |  |  |  |  |                          |
|                   |                           |  |                       |                                        |  |  |  |  |  |  |  |                          |
|                   |                           |  |                       | Jan II. Kastilský                      |  |  |  |  |  |  |  |                          |
|                   |                           |  |                       |                                        |  |  |  |  |  |  |  |                          |
|                   | Isabela I. Kastilská      |  |                       |                                        |  |  |  |  |  |  |  |                          |
|                   |                           |  |                       |                                        |  |  |  |  |  |  |  |                          |
|                   |                           |  |                       | Isabela Portugalská                    |  |  |  |  |  |  |  |                          |
|                   |                           |  |                       |                                        |  |  |  |  |  |  |  |                          |
| Johana Habsburská |                           |  |                       |                                        |  |  |  |  |  |  |  |                          |
|                   |                           |  |                       |                                        |  |  |  |  |  |  |  |                          |
|                   |                           |  | Vladislav II. Jagello |                                        |  |  |  |  |  |  |  |                          |
|                   |                           |  |                       |                                        |  |  |  |  |  |  |  |                          |
|                   | Kazimír IV. Jagellonský   |  |                       |                                        |  |  |  |  |  |  |  |                          |
|                   |                           |  |                       |                                        |  |  |  |  |  |  |  |                          |
|                   |                           |  |                       | Žofie Litevská                         |  |  |  |  |  |  |  |                          |
|                   |                           |  |                       |                                        |  |  |  |  |  |  |  |                          |
|                   | Vladislav Jagellonský     |  |                       |                                        |  |  |  |  |  |  |  |                          |
|                   |                           |  |                       |                                        |  |  |  |  |  |  |  |                          |
|                   |                           |  |                       | Albrecht II. Habsburský                |  |  |  |  |  |  |  |                          |
|                   |                           |  |                       |                                        |  |  |  |  |  |  |  |                          |
|                   | Alžběta Habsburská        |  |                       |                                        |  |  |  |  |  |  |  |                          |
|                   |                           |  |                       |                                        |  |  |  |  |  |  |  |                          |
|                   |                           |  |                       | Alžběta Lucemburská                    |  |  |  |  |  |  |  |                          |
|                   |                           |  |                       |                                        |  |  |  |  |  |  |  |                          |
|                   | Anna Jagellonská          |  |                       |                                        |  |  |  |  |  |  |  |                          |
|                   |                           |  |                       |                                        |  |  |  |  |  |  |  |                          |
|                   |                           |  |                       | Jean I de Foix-Grailly, Earl of Kendal |  |  |  |  |  |  |  |                          |
|                   |                           |  |                       |                                        |  |  |  |  |  |  |  |                          |
|                   | Gaston II. z Foix-Candale |  |                       |                                        |  |  |  |  |  |  |  |                          |
|                   |                           |  |                       |                                        |  |  |  |  |  |  |  |                          |
|                   |                           |  |                       | Margaret de la Pole                    |  |  |  |  |  |  |  |                          |
|                   |                           |  |                       |                                        |  |  |  |  |  |  |  |                          |
|                   | Anna de Foix a Candale    |  |                       |                                        |  |  |  |  |  |  |  |                          |
|                   |                           |  |                       |                                        |  |  |  |  |  |  |  |                          |
|                   |                           |  |                       | Gaston IV of Foix                      |  |  |  |  |  |  |  |                          |
|                   |                           |  |                       |                                        |  |  |  |  |  |  |  |                          |
|                   | Kateřina z Foix-Candale   |  |                       |                                        |  |  |  |  |  |  |  |                          |
|                   |                           |  |                       |                                        |  |  |  |  |  |  |  |                          |
|                   |                           |  |                       | Eleonora I. Navarrská                  |  |  |  |  |  |  |  |                          |
|                   |                           |  |                       |                                        |  |  |  |  |  |  |  |                          |

## Tituly a oslovení
- 24. ledna 1547 - 18. prosince 1565: Její Výsost arcivévodkyně Johana Rakouská
- 18. prosince 1565 - 21. dubna 1574: Její Výsost princezna toskánská
- 21. dubna 1574 - 11. dubna 1578: Její Výsost velkovévodkyně toskánská